# Рогачёв, Олег
Оле́г Рогачёв (эст. Oleg Rogatšov, англ. Oleg Rogachyov, также англ. Oleg Rogatchov, 23 ноября 1959, Горький, СССР — 24 июля 2016, Таллин, Эстония) — советский и эстонский актёр театра и кино. Член Театрального союза Эстонии (1981) и Союза актёров  Эстонии (1994).

## Биография
В 1966–1974 годах учился в Таллинской 19-й средней школе.
В 1978 году окончил Таллинский политехникум и театральную студию при Государственном Русском драматическом театре Эстонской ССР.
После окончания политехникума работал на серьёзных технических должностях на Таллинском электротехническом заводе имени Калинина. После службы в армии (морская пехота), в 1978–1979 годах служил в Театре Черноморского флота им. Б. А. Лавренёва в Севастополе, в 1981 году приехал в Таллин и в 1981–2016 годах был актёром Русского театра Эстонии ― единственного театра страны, ставящего спектакли на русском языке (с сезона 2025/2026 переименован в театр «Сюдалинна»).
Олег Рогачёв часто цитировал стихотворение Блока «Балаган» об актёрах,  чья правда должна быть мучительной и светлой для всех, и говорил, что у него нет жажды славы или амбиций, только вера в театр, любовь к театру и отвращение к кумирам, которых он себе не создавал. Ему удавались как романтические герои, так и бытовые и комические роли. Много лет он играл в одном из самых успешных спектаклей театра «Счастливых будней!» Яана Тятте в постановке Романа Баскина. Премьера спектакля состоялась в 2005 году, в год 100-летия эстонского театра.
Рогачёв также играл в эстонском сериале «Улица Счастья, 13», где его жена Светлана Дорошенко играла Марию Рябову, а он – её мужа Романа. Снялся в 25 фильмах, но игру в театре всегда считал важнее. По словам коллег и поклонников, Олег Рогачёв был одной из легенд Русского театра. Однако, в интервью по случаю своего 50-летия Рогачёв сказал о своём сыне: «К счастью, ему хватило ума не пойти в театр». Сын Олега Рогачёва в детстве также играл с родителями в театре (в частности, в спектакле «Идиот» и сказке «Жуткий господин Ау!») и в кино, задумывался стать актёром, но затем окончил Тартуский университет и стал врачом.
Олег Рогачёв умер 24 июля 2016 года, на 57-м году жизни, на шестой день после смерти своей жены, актрисы Русского театра Светланы Дорошенко, от сердечного приступа. Перед смертью он успел отыграть только два моноспектакля по впервые поставленной в Русском театре пьесе «Записки из подполья» (режиссёр Глеб Володин из Санкт-Петербурга) и готовился к роли в постановке Игоря Лысова «Очень дорогая женщина» по Мопассану. Он был в лучшей форме за всю свою жизнь: роли в восьми спектаклях, три премьеры из которых состоялись в одном сезоне. У него было много планов.
1 августа 2016 года в честь Олега Рогачёва Эстонское телевидение показало на своём канале «ETV+» запись премьеры спектакля «Записки из подполья».
Отпевание Олега Рогачёва прошло 26 июля в соборе Александра Невского. Похоронен на таллинском кладбище Метсакалмисту, на участке Театрального союза Эстонии. Могила Олега Рогачёва имеет культурно-историческое значение.

## Роли в театре

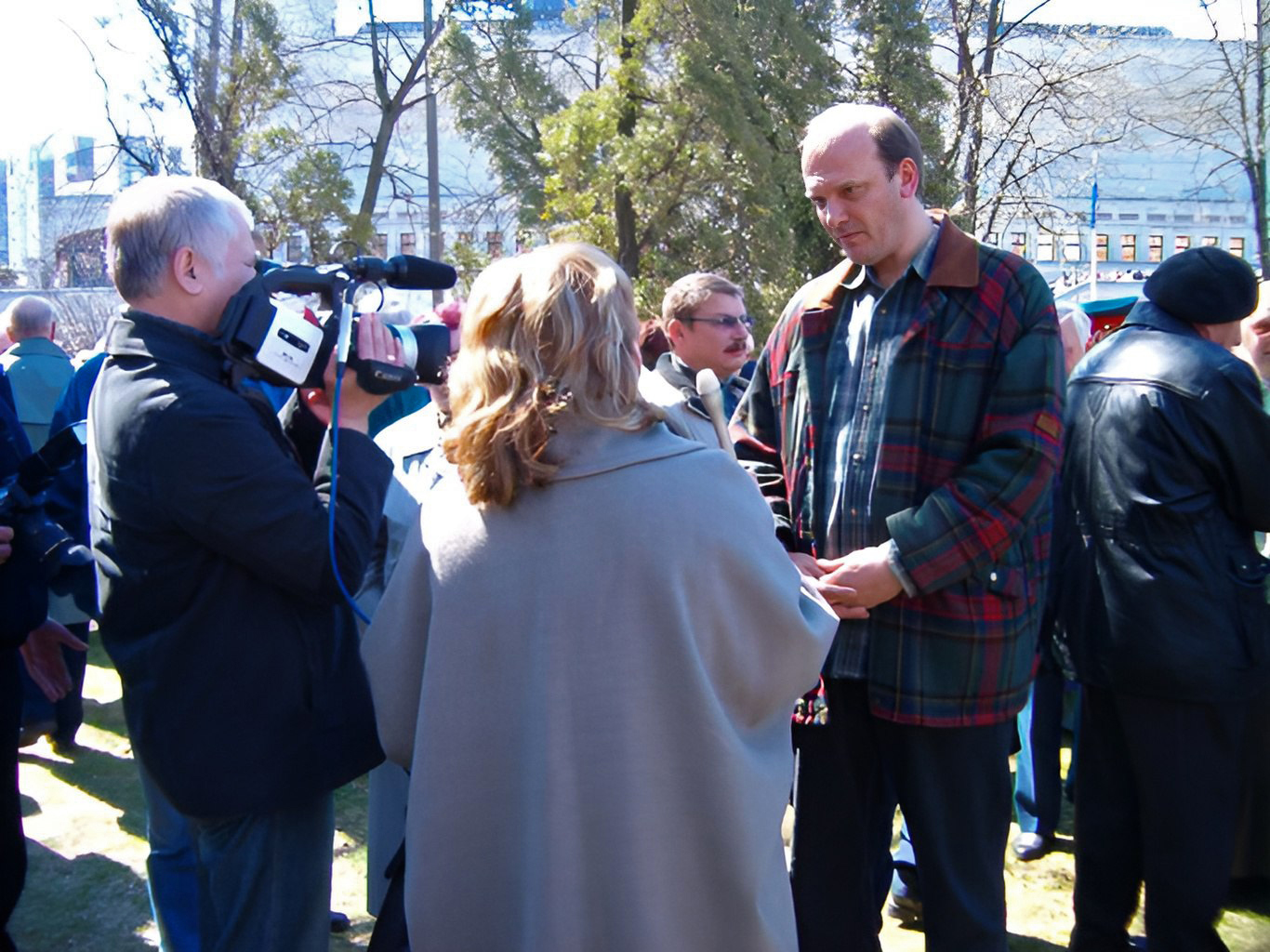
Олег Рогачёв даёт интервью у «Бронзового солдата». 9 мая 2005 года, 60-летняя годовщина Дня Победы

В Русском театре Эстонии Олег Рогачёв сыграл более 100 ролей:
- 1982 ― В. Ф. Тендряков «Расплата» ― Коля Корякин
- 1982 — Н. Г. Кулиш «Остров блаженства»
- 1982 — Яков Гримм, Вильгельм Гримм «Великий портной» ― стражник
- 1983 — Ю. Макаров «Не был, не состоял, не участвовал»
- 1983 — А. Цукерман «Встреча со сказкой» ― Дед Мороз
- 1983 — Ф. К. Сологуб «Мелкий бес» ― Недотыкомка, плод воображения Передонова
- 1984 — Э. С. Радзинский «“А существует ли любовь?” — спрашивают пожарные» ― оператор
- 1984 — У. Лейес[эст.] «Буратино летит на Луну» — колодец
- 1984 — А. С. Смирнов «Родненькие мои» ― Стас
- 1984 — У. Шекспир «Сон в летнюю ночь» — Том Снаут
- 1985 — Н. Шейко «На всю оставшуюся жизнь» ― Рыбак
- 1985 — С. Крассман, А. Цукерман «Как в город пришла весна» ― колодец
- 1985 — А. Н. Арбузов «Ночная исповедь» ― Эдик Коверга
- 1985 — А. М. Червинский «Трипс-трапс-труль» ― Телик, телевизор
- 1986 — Р. Бёрнс «Весёлые нищие» ― солдат
- 1986 — М. Ю. Лермонтов «Маскарад» — в эпизодах и интермедиях
- 1986 — А. Недзвецкий, С. Я. Маршак «Играем Маршака»
- 1986 — Н. В. Гоголь «Ревизор» ― Держиморда
- 1987 — Э. Ветемаа «Кукольные игры» ― Тоомас
- 1987 — Э. Н. Эрдман «Самоубийца» ― Виктор Викторович, писатель
- 1987 — Д. Самойлов «Кословервоп» ― волчонок
- 1987 — Виктор Розов «Золотой щенок» ― Алексей
- 1987 — Ю. П. Щекочихин «Ловушка № 46» — «Вампир»
- 1987 — А. М. Володин «Ящерица» ― военный
- 1988 — Г. Михайлов «Театральные фантазии» — Доктор
- 1988 ― А. А. Дударев «Свалка» — «Афган» и «Бригадист»
- 1988 ― М. Г. Розовский «Концерт Высоцкого в НИИ» — Иванов, инженер
- 1990 ― Е. Л. Шварц «Голый король» — 1-й министр
- 1990 ― Мольер «Тартюф» — офицер
- 1991 ― Н. Н. Садур «Панночка» — Спирид
- 1991 ― Ш. Дилани «Вкус мёда» — Джимми
- 1991 ― А. П. Чехов «Вишнёвый сад» — Ермолай Алексеевич Лопахин
- 1993 — Х. К. Андерсен «Стойкий оловянный солдатик» — оловянный солдатик
- 1993 — Ф. А. Кони «Муж всех жён» — Карло, солдат
- 1994 — Э. Н. Успенский «Жуткий господин Ау!» — растение
- 1994 — А. Чехов «В Москву! В Москву!» («Три сестры») — Василий Васильевич Солёный, штабс-капитан
- 1994 — А. Кицберг «Оборотень» — Маргус
- 1995 — А. Стринберг «На пути в Дамаск» — могильщик
- 1995 — Е. Попова «Баловни судьбы» — Реуцкий
- 1995 — А. Стринберг «На пути в Дамаск» — врач
- 1996 — Г. И. Горин «Кин IV» — Граф Кефельд / датский посол / кепи / констебль
- 1996 — М. Фратти «Жертва, или Третий лишний» — Кирк
- 1996 — А. Н. Островский «Таланты и поклонники» — Пётр Егорович Мерлузов и Эраст Громилов
- 1999 — У. Шекспир «Укрощение строптивых» — Петручио, 20 лет спустя
- 1999 — Ф. Саган «Сиреневое платье Валентины» — Жан-Луи
- 2000 — Ф. М. Достоевский «Идиот» — Евгений Павлович Радомский
- 2001 — А. Эйкбурн «Дверь в будущее» — Джулиан
- 2002 — А. Н. Островский «Гроза» ― Савел Прокофьевич Дикой
- 2003 — «Призрак любви» по пьесе Педро Кальдерона «Дама-невидимка» — дон Луис
- 2004 — П. Шено «Кто чихнул?» — Маршал
- 2005 — В. В. Сигарев «Детектор лжи» — Борис
- 2005 — Яан Тятте «Счастливых будней!» — Манфред
- 2006 — Б. Киф «Катящиеся камни мхом не обрастают» — Тон
- 2006 — А. Н. Островский «Доходное место» — Юсов
- 2006 — А. П. Чехов «Палата № 6» — фельдшер
- 2007 — Ю. Ким, Л. Д. Эйдлин «Амуры в снегу» по мотивам пьесы Д. И. Фонвизина «Бригадир» — Игнатий Андреевич
- 2007 — А. С. Грибоедов «Горе от ума» — господин D
- 2008 — Р. Харвуд «Костюмер» — Джеффри Торнтон
- 2008 — Г. Ибсен «Привидения» ― столяр Якоб Энгстран
- 2009 — Ч. Диккенс «Рождественские духи» — Скрудж
- 2009 — Мольер «Дон Жуан» — Алонсо
- 2010 — А. П. Чехов  «Чайка» — Евгений Сергеевич Дорн
- 2011 ― А. Н. Островский «Лес» — Восьмибратов
- 2012 — М. А. Булгаков «Собачье сердце» — Фёдор
- 2012 ― А. Н. Островский «Волки и овцы»
- 2014 — Ф. Гарсиа Лорка «Дом Бернарды Альбы» — Антонио Мария Бенавидес
- 2014 ― А. П. Чехов «Дядя Ваня»  — доктор Михаил Львович Астров
- 2015 ― М. Модзелевский «Коронация» — Казимир
- 2016 ― Ф. М. Достоевский «Записки из подполья» — «подпольный человек»

## Роли в кино
| Год       |     | Русское название                                       | Оригинальное название                               | Роль                                            |
| --------- | --- | ------------------------------------------------------ | --------------------------------------------------- | ----------------------------------------------- |
| 1982      | ф   | Богач, бедняк...                                       | лит. Turtuolis, vargšas                             | боксёр Куэльс, спарринг-партнер Томаса Джордаха |
| 1980—1988 | с   | Государственная граница. Фильм 5. Год сорок первый     | ..                                                  | пленный немец                                   |
| 1989      | ф   | Подъём                                                 | эст. Äratus                                         | 2-й солдат                                      |
| 1989      | ф   | В знак протеста!                                       | ..                                                  | Галкин, полковник                               |
| 1989      | ф   | Беспредел                                              | ..                                                  | Валдас                                          |
| 1990      | ф   | Овраги                                                 | ..                                                  | милиционер                                      |
| 1992      | ф   | Похитители воды                                        | ..                                                  | мордоворот                                      |
| 1992      | ф   | Америкэн бой                                           | укр. Америкен бой                                   | Пашка, бывший воин-афганец                      |
| 1993      | ф   | Слеза Князя тьмы                                       | эст. Saatana pisar (Эстония, Польша, Россия)        | российский моряк                                |
| 1993      | ф   | Тайна королевы Анны, или Мушкетёры тридцать лет спустя | ..                                                  | полковник Монка                                 |
| 1993—2021 | с   | Улица Счастья, 13                                      | эст. Õnne 13                                        | Роман Рябов, муж Марии Рябовой                  |
| 2001—2001 | с   | Кобра                                                  | ..                                                  | в эпизодах                                      |
| 2002      | ф   | Лиля навсегда                                          | англ. Lilja 4-ever (Швеция, Дания)                  | отец Наташи                                     |
| 2004      | ф   | Сегодня ночью не до сна                                | эст. Täna öösel me ei maga                          | Олег                                            |
| 2005      | тсп | Идиот                                                  | эст. Idioot                                         | Евгений Павлович Радомский                      |
| 2000—2006 | с   | Убойная сила                                           | ..                                                  | Суховей                                         |
| 2008      | ф   | Земля ветров                                           | эст. Tuulepealne maa                                | комиссар                                        |
| 2008      | ф   | Декабрьская жара                                       | эст. Detsembrikuumus                                | мятежник                                        |
| 2009      | ф   | Ваха                                                   | эст. Vasha (Германия, Ирландия, Финляндия, Эстония) | водитель такси                                  |
| 2009—..   | с   | Бюро мести                                             | эст. Kättemaksukontor                               | Ярослав Карпенко                                |
| 2010      | ф   | Красная ртуть                                          | эст. Punane elavhõbe, англ. Red Quicksilver         | Лёха                                            |
| 2011      | ф   | Крысоловка                                             | эст. Rotilõks                                       | полицейский в штатском                          |
| 2012      | ф   | Чистка                                                 | эст. Puhastus                                       | милиционер                                      |
| 2015      | ф   | Тайное общество Супилинна                              | эст. Supilinna salaselts                            | Игорь                                           |
| 2016      | ф   | Шпион и поэт                                           | эст. Luuraja ja luuletaja                           | Борис                                           |

## Семья
- Жена — Светлана Дорошенко, актриса театра и кино (18.12.1954―18.07.2016)[4][5].
- Сын — Егор Олегович Рогачёв (род. 1989), врач-пульмонолог[4][15].
- Брат — Игорь Рогачёв (род. 1962), российский и эстонский актёр театра и кино.